# Gretha Smitová
Gretha Smitová (* 20. ledna 1976 Rouveen, Overijssel) je bývalá nizozemská maratonská bruslařka a rychlobruslařka.
Ve své kariéře se věnovala především maratonskému bruslení. V 15. ročníku tradičního nizozemského závodu Elfstedentocht (199 km) skončila v roce 1997 těsně druhá s časem 7 hodin 49 minut a 12 sekund. Na konci roku 2001 zvítězila v nizozemské kvalifikaci v klasickém rychlobruslení na Zimní olympijské hry 2002 na tratích 3 a 5 km, krátce poté debutovala ve Světovém poháru. Na olympiádě v Salt Lake City vybojovala stříbrnou medaili v závodě na 5000 m, na trati 3000 m skončila jedenáctá. V následujících letech se závodů v rychlobruslení účastnila již častěji, získala několik titulů mistryně Nizozemska na dlouhých distancích a též několik medailí ze světových šampionátů. Kvůli zdravotním problémům s nohou ukončila v listopadu 2009 aktivní závodní kariéru.